# Tunnel de l'Adler
Le tunnel de l'Adler (Adlertunnel (de)) est un tunnel ferroviaire suisse percé entre 1994 et 1999, et mis en service au changement d'horaire de décembre 2000.
Il relie les localités de Muttenz et Liestal, en évitant le goulet ferroviaire de Pratteln créé par la sortie de la gare de triage de Bâle-Muttenz.

## Trafic
- IC, IR, ICE, TGV Lyria ;
- Trains marchandises directs Allemagne–Suisse–Italie si la densité du trafic le permet.